# Марк Калпурний Лонг
Марк Калпурний Лонг (на латински: Marcus Calpurnius Longus) е политик и сенатор на Римската империя през 2 век.
През 144 г. Лонг става суфектконсул заедно с Децим Велий Фид.